# Новый Валовай
Новый Валовай — село в Пачелмском районе Пензенской области. Входит в состав Чкаловского сельсовета.

## География
Находится в западной части Пензенской области на расстоянии приблизительно 13 км на юг от районного центра посёлка Пачелма.

## История
Основано помещиком в середине XVII века, вероятно, Беклемишевым, который перевел часть крестьян из села Старый Валовай. В 1795 году показано в Верхнеломовском уезде как селение нескольких помещиков. В 1877 году — волостной центр Чембарского уезда, каменная Троицкая церковь (построена в 1821-27 годах), часовня, церковноприходская школа, богадельня, поташный завод, в селе 4 крестьянских общества. В 1896 году — село Новый Валовай Валовайской волости Чембарского уезда, 194 двора, при селе помещичья усадьба и несколько хуторов. В 1911 году — село Валовайской волости, 231 двор, церковь, церковноприходская школа, 3 ветряные мельницы, 2 шерсточесалки, кузница, 4 лавки. В 1955 году — центр сельсовета, колхоз «Победа». В 2004 году - 150 хозяйств.

## Население
Численность населения: 974 человека (1864 год), 1169 (1896), 1247 (1911), 1328 (1926), 1479 (1930), 617 (1979), 425 (1989), 435 (1996). Население составляло 383 человека (русские 99 %) в 2002 году, 343 — в 2010.